# Яйчен белтък
 Тази статия е за яйчният белтък.  За протеинът вижте белтък.  
Белтъкът е част от яйцето. Основната му цел е да защити жълтъка и да осигури допълнителна храна за растежа на ембриона. Яйчният белтък се състои предимно от вода (около 90%), в която са разтворени около 10% протеини (включително албумини, мукопротеини и глобулини). За разлика от жълтъка, който е с високо съдържание на липиди (мазнини), яйчният белтък почти не съдържа мазнини, а въглехидратното съдържание е по-малко от 1%. Яйчният белтък съдържа малко над 50% от протеина в цялото яйце.

## Хранителна стойност
Яйчният белтък съставлява около две трети от теглото на пилешкото яйце, от което около 90% е вода, а остатъка са протеини, минерали, мастни вещества, витамини и глюкоза. Едно средно голямо пилешко яйце съдържа около 33 грама яйчен белтък с 3,6 грама протеин, 0,24 грама въглехидрати и 55 милиграма натрий. То не съдържа холестерол. Съдържанието на енергия е около 17 калории. Яйчният белтък е алкален разтвор и съдържа около 148 протеина.